# ماركو اوريليو روبلز
ماركو اوريليو روبلز (بالإسبانية: Marco Aurelio Robles)‏ (و. 1905 – 1990 م) هو سياسي من بنما .

## روابط خارجية
- ماركو اوريليو روبلز على موقع الموسوعة البريطانية (الإنجليزية)
- ماركو اوريليو روبلز على موقع مونزينجر (الألمانية)